# 魏襄王
魏襄王（?—前296年），姬姓，魏氏，名嗣，魏惠王之子。魏襄王元年（前318年），魏、韓、趙、楚、燕五國合縱攻秦，不克而返。惠施為魏出使楚國。前296年魏襄王薨，子昭王立。
西晉太康二年（279年），汲郡人不准掘發魏襄王墓（或言安釐王塚），得竹書數十車。這些竹書包括了魏襄王時期魏國人撰寫的史书《竹書紀年》以及《穆天子传》、《琐语》等书，《竹書紀年》較西漢司馬遷的《史記》更準確。

## 生平
魏惠王後元十六年（前319年），其父魏罃逝世，嗣位魏王，史稱魏襄王。
襄王元年（前318年），各國在不斷受挫後醒悟，重提公孫衍倡議，但早已瓦解的南北合縱，由楚懷王羋槐擔任盟主，集結趙、魏、韓、燕、齊五國共同攻擊秦國。齊國採用田文謀略，答應出兵，卻命遠征軍行動愈加遲緩。五國聯軍抵達函谷關卻不同心，各國皆欲保實力，既不敢也不願先攻。數天後，秦國守將嚴君疾出奇兵切斷楚國糧道，楚軍因乏食先撤，其他四國亦隨之撤軍。
襄王二年（前317年），在魏國宰相張儀建議下宣布退出南北合縱，請張儀擔任中間人與秦國和解；張儀辭去宰相職務，返回秦國。
襄王五年（前314年），秦國因其境內魏人叛亂，遣軍攻佔曲沃，而把住戶全部逐回。
襄王七年（前312年），趁楚國新敗之餘，遣軍攻擊楚國，抵達鄧城。
襄王九年（前310年），遭齊國遣軍攻擊，在張儀設計遊說下班師，任命張儀擔任宰相（一年病逝）；與秦王蕩在臨晉舉行高階層會議。
襄王十一年（前308年），與秦國在應城舉行高階層會議；與秦國聯合攻擊韓國。
襄王十三年（前306年），遭秦國嚴君疾、甘茂率軍攻擊，軍抵蒲阪而甘茂因故逃亡，嚴君疾不能獨進而講和撤退；赵武灵王趙雍派富丁出使交流。
襄王十六年（前303年），遭秦國遣軍攻佔蒲阪、陽晉、封陵；與齊、韓二國聯合出兵，對楚國作懲罰性攻擊（因楚背叛南北合縱），在秦國派客卿通（姓不詳）率軍助楚赴援下撤退。
襄王十七年（前302年），與秦昭襄王、韓王子韓嬰在臨晉舉行高階層會議，秦國把蒲阪歸還。
襄王十八年（前301年），與秦國庶長奐及韓、齊二國會合攻擊楚國，在重丘會戰大敗楚軍。
襄王二十年（前299年），與齊湣王田地在韓國首都新鄭舉行高階層會議。
襄王二十三年（前296年），各國再起反應重組南北合縱，與齊、韓、趙、宋四國聯軍攻擊秦國，軍抵鹽氏即行撤退，秦國歸還封陵謀求和解；逝世後由其子魏遫繼位，是為昭王。

## 魏哀侯
据《史记》记载，魏哀侯名政，魏襄侯之子，前317年立為太子。其子魏遫即位為魏昭王之後，追封諡號為哀王。
魏惠王于三十六年（前334年）称王，改元重新纪年。司马迁误以为魏惠王于三十六年病逝，将魏惠侯后元十六年（前334年至前319年）误记为魏襄王在位时间，另设魏哀侯填补魏襄侯二十三年在位时间（前318年至前296年）。
据《竹书纪年》可知魏哀王即魏襄王。

## 影视形象
- 2012年上映的电视剧《大秦帝国之纵横》中，魏襄王由张博飾演。

## 在位年與西曆對照表
| 前任： 父魏惠王 | 魏國君主 前318年—前296年 | 繼任： 子魏昭王 |